# José Agustín Valbuena Jáuregui
José Agustín Valbuena Jáuregui (ur. 20 maja 1927 w Facatativá, zm. 24 marca 2024 w Silvanii) – kolumbijski duchowny rzymskokatolicki, w latach 1977-2003 biskup Valledupar.

## Życiorys
Święcenia kapłańskie przyjął 20 listopada 1949. 9 września 1977 został mianowany biskupem Valledupar. Sakrę biskupią otrzymał 25 października 1977. 10 czerwca 2003 przeszedł na emeryturę.